# Куаухтлатоатцин, Хуан Диего
Хуан (Иоа́нн) Диего (Ди́дак) Куаухтлатоатцин (исп. Juan Diego Cuauhtlatoatzin; 1474, Куаутитлан, Мексика — 30 мая 1548, Мехико) — святой Римско-Католической Церкви, мирянин, ацтек. Память — 9 декабря

## Жизнеописание
Был крещён францисканскими миссионерами в 1524 году. 9 декабря 1531 года, когда Хуан Диего шёл в Тлателолко на утреннюю мессу, он на горе Тепейяк (ныне в черте г. Мехико) увидел прекрасную женщину, которая представилась ему как «Матерь Божия из Гваделупы — Святая Приснодева Мария, Мать истинного Бога». Явления Девы Марии длились несколько дней — до 12 декабря 1531 года.
В последний день явлений Дева Мария повелела Хуану Диего отправиться в Теночтитлан, где находилась резиденция епископа Хуана де Сумаррага, и попросить епископа построить Церковь на горе Тепейяк, где ранее находилось языческое святилище. Епископ не поверил Хуану Диего. Вернувшись на место явления, Хуан Диего увидел там куст роз. Собрав розы, он завернул их в свой плащ. Когда плащ был развёрнут перед епископом, оказалось, что на внутренней стороне проявился нерукотворный образ Девы Марии.
После этого на этом месте Откровения была построена Церковь, которая стала центром паломничества для индейцев, метисов и испанцев. Явление Девы Марии Гваделупской является старейшим явлением, признанным Католической Церковью.

## Прославление
6 мая 1990 года Хуан Диего был причислен к лику блаженных римским папой Иоанном Павлом II. 31 июля 2002 года был причислен к лику святых.
День памяти в Католической церкви — 9 декабря.

## Память
В городе Чалько-де-Диас-Коваррубьяс находится церковь, посвящённая святому Хуана Диего. Эта церковь является кафедральным собором епархии Валье-де-Чалько.
В 1942 году мексиканский режиссёр Хулио Брачо снял фильм исп. «La virgen que forjó una patria», в котором образ святого на экране воплотил Рамон Новарро.